# توماس لونش
توماس لونش (بالإنجليزية: Thomas Lynch)‏ (31 أغسطس 1907 في المملكة المتحدة - 1976 في المملكة المتحدة) هو مدرب كرة قدم ولاعب كرة قدم ويلزي في مركز حراسة المرمى. لعب مع نادي واتفورد ونادي بارو.